# Sara Kinberg
Sara Susanne Kinberg, född 29 oktober 1987 i Solna stad, är en svensk programledare och journalist.  
Kinberg har en examen från 2011 vid Journalisthögskolan i Stockholm. Hon har varit programledare för Morgonpasset i P3 och PP3 och en stående gäst i TV4:s Nyhetsmorgon under vinjetten "Sara Spanar". Hon är sedan 2019 emellanåt krönikör i tidningen Råd & Rön.